# Líliya Váiguina-Yefrémova
Líliya Váiguina-Yefrémova –en ucraniano, Лілія Вайгіна-Єфремова– (nacida Líliya Yefrémova, Cheboksary, 15 de abril de 1977) es una deportista ucraniana que compitió en biatlón. Entre 1999 y 2002 compitió para Rusia, 2003-2004 para Bielorrusia y a partir de 2005 para Ucrania.
Participó en los Juegos Olímpicos de Turín 2006, obteniendo una medalla de bronce en la prueba de velocidad. Ganó cinco medallas en el Campeonato Europeo de Biatlón entre los años 2001 y 2008.

## Palmarés internacional
| Representando a Rusia       |                              |                   |             |
| Campeonato Europeo          |                              |                   |             |
| Año                         | Lugar                        | Medalla           | Prueba      |
| 2001                        | Haute-Maurienne (Francia)    | Medalla de plata  | Persecución |
| 2001                        | Haute-Maurienne (Francia)    | Medalla de plata  | Relevo      |
| 2002                        | Kontiolahti (Finlandia)      | Medalla de plata  | Relevo      |
| Representando a Bielorrusia |                              |                   |             |
| Campeonato Europeo          |                              |                   |             |
| Año                         | Lugar                        | Medalla           | Prueba      |
| 2003                        | Forni Avoltri (Italia)       | Medalla de bronce | Relevo      |
| Representando a Ucrania     |                              |                   |             |
| Juegos Olímpicos            |                              |                   |             |
| Año                         | Lugar                        | Medalla           | Prueba      |
| 2006                        | Turín (Italia)               | Medalla de bronce | Velocidad   |
| Campeonato Europeo          |                              |                   |             |
| Año                         | Lugar                        | Medalla           | Prueba      |
| 2008                        | Nové Město (República Checa) | Medalla de bronce | Relevo      |